# Coté de Pablo
María José de Pablo Fernández, conocida profesionalmente como Cote de Pablo (Santiago de Chile, 12 de noviembre de 1979) es una actriz chilena naturalizada estadounidense. Es conocida por su papel de Ziva David en la serie televisiva NCIS.

## Biografía

### Primeros años de vida
Cote nació en Santiago de Chile, hija de Francisco de Pablo y la conductora de televisión María Olga Fernández. Cuando de Pablo tenía diez años, su madre se trasladó a Miami para trabajar a una cadena de televisión en español. Asistió a la Arvida Middle School y después a la Escuela del Nuevo Mundo de las Artes. En quinto grado, descubrió que muchas personas no podían pronunciar su nombre "María José", por lo que les pidió que la llamaran "Cote", un apodo chileno común para María José. 
Se graduó en la Universidad Carnegie Mellon el año 2000 con una licenciatura en teatro musical.

## Carrera

### Primeros pasos
Cote de Pablo dio sus primeros pasos en la industria del entretenimiento a los 15 años, cuando dirigió varios episodios del talk show Control (1994-1995) en la cadena Univision, junto con el expresentador de Entertainment Tonight, Carlos Ponce.
Después de graduarse, se mudó a Nueva York para buscar trabajo como actriz, por lo que tuvo que trabajar de camarera en un restaurante indio en Manhattan y en un italiano en Brooklyn, para mantenerse. Actuó en varias obras en el Teatro Público del Festival de Shakespeare de Nueva York, en la serie televisiva All My Children, y en anuncios. De Pablo actuó en el papel de Marguerite Cisneros en The Jury (transmitido por la cadena FOX). La serie fue de corta duración, ya que se emitieron solo diez episodios de una hora cada uno. En 2005, de Pablo estuvo a punto de debutar en Broadway con Los reyes del mambo como Dolores Fuentes, pero el espectáculo se suspendió después de un corto periodo de prueba en San Francisco.

### NCIS
Cote de Pablo es conocida principalmente por su interpretación de Ziva David, una agente israelí del Mossad que se convierte en agente del NCIS en la serie de televisión homónima. 
De Pablo envió un vídeo con su audición para la serie mientras esperaba a que Los reyes del mambo despegara y se le pidió que viajara a Los Ángeles para hacer una segunda prueba dos días después de que el espectáculo fuera cancelado. Para su segunda audición, los productores ejecutivos de la serie le pidieron que actuara con el que sería su compañero de reparto Michael Weatherly, para probar la posible química entre ambos. Él se salió del papel echándole el pelo hacia atrás y diciéndole: «Me recuerdas a Salma Hayek». La respuesta de Cote fue decirle que se ciñera al papel rechazándolo por completo. Poco después, el productor Donald Bellisario se la encontró mientras ella esperaba un taxi para volver al aeropuerto y le dijo que encajaba perfectamente en el papel. 
De Pablo describió al personaje como «alguien completamente diferente a cualquier otra persona en la serie, porque ella ha estado rodeada de hombres toda su vida y está acostumbrada a la autoridad de estos. No les tiene miedo».
En 2006, ganó un premio Image en los Imagen Fundation Awards a la Mejor Actriz de Reparto en Televisión por su papel en NCIS. En 2008 y 2009, fue nominada a la misma categoría; y también entre esos años, fue nominada a un premio ALMA como Mejor Actriz en una Serie de Televisión (Drama) por NCIS. En 2011 fue nominada de nuevo a un premio Image, pero esta vez a Mejor Actriz de Televisión. En 2011, ganó un premio ALMA a Actriz Favorita en un Papel de un Drama Televisivo.
El 10 de julio de 2013, la cadena CBS informó que de Pablo iba a dejar la serie por razones que no se revelaron, aunque se mantuvo en la serie el tiempo suficiente para concluir la historia de su personaje, Ziva David, en los primeros dos capítulos de la temporada 11. De Pablo dijo más tarde a Cindy Elavsky que Ziva podría volver, ya que su personaje no murió en la ficción, sin embargo, en el final de la temporada 13 de la serie, se dijo que su personaje aparentemente había muerto en una explosión en Israel.
Tres años después, en 2019, el episodio de la temporada 16 'Ella', reveló que Ziva está viva y se ha escondido fuera de la pantalla. De Pablo hizo un regreso sorpresivo sin previo aviso al programa en la última escena del final de la temporada 16, que se emitió el 21 de mayo de 2019, en la que Ziva llega al sótano de Gibbs para advertirle que su vida está en peligro. Los productores confirmaron que de Pablo aparecería en los dos primeros episodios de la temporada 17 del programa y luego en los episodios décimo y undécimo de la temporada como parte de su historia.

### Después del NCIS
En enero de 2014 se anunció que de Pablo se uniría al reparto de la película Los 33, basada en lo ocurrido en 2010 tras el Derrumbe de la mina San José en Chile, interpretando a la mujer de uno de los mineros, interpretado por Mario Casas. Al año siguiente actuó en la miniserie de la CBS The Dovekeepers (2015), basada en la novela de Alice Hoffman.
El 28 de agosto de 2018, Deadline anunció que de Pablo y el excompañero de reparto de NCIS Michael Weatherly serían los productores ejecutivos del próximo drama de detectives de CBS MIA , escrito por Shepard Boucher . 

## Música
De Pablo interpretó una parte de la canción "Temptation" de Tom Waits en el episodio de NCIS "Last Man Standing", que se emitió por primera vez en Estados Unidos el 23 de septiembre de 2008. Su interpretación completa de la canción, incluidas algunas letras en francés, aparece en NCIS: The Official TV Soundtrack, que se lanzó el 10 de febrero de 2009.
Es la cantante de Vivo en vida de Roberto Pitre donde canta "Samba in Prelude" y "Cry Me a River".  De Pablo también apareció en la banda sonora oficial de The 33 , cantando "Gracias a la Vida".

## Filmografía

### Cine
| Año  | Película                       | Rol             |
| ---- | ------------------------------ | --------------- |
| 2010 | The Last Rites of Ransom Pride | Bruja           |
| 2015 | Los 33                         | Jessica Salgado |
| 2019 | Seneca                         | Celeste         |
|      | The Crossing (Short - Drama)   | Renata          |

### Televisión
| Año       | Título                         | Rol                        |
| --------- | ------------------------------ | -------------------------- |
| 2000      | The $treet                     | Fiona                      |
| 2001      | The Education of Max Bickford  | Gina                       |
| 2004      | The Jury                       | Marguerite Cisneros        |
| 2009      | TV Guide Magazine: Cover Shoot | Agente Especial Ziva David |
| 2005-2020 | NCIS                           | Agente Especial Ziva David |
| 2015      | The Dovekeepers                | Shirah                     |
| 2016      | Prototype                      | Laura Kale                 |